# باشگاه فوتبال کروات‌های شیکاگو
کروات‌های شیکاگو یک باشگاه فوتبال آمریکایی مستقر در شیکاگو، ایلینوی بود. این باشگاه به صورت حرفه‌ای در جام یو اس اوپن، جام قهرمانان کونکاکاف و لیگ ملی فوتبال (شیکاگو) شرکت کرد. تمام بازی‌های خانگی آنها در ورزشگاه هانسون و ورزشگاه واینمک در شیکاگو برگزار شد.

## افتخارات
- جام یو اس اوپن
  - فینالیست: ۳
- لیگ فوتبال ملی (شیکاگو)
  - ۲ قهرمانی
- جام پیل
  - ۴ قهرمانی
- تورنمنت فوتبال کروات-آمریکایی
  - ۶ قهرمانی